# Casa de Montefeltro

Brasão inicial da família Montefeltro.

Brasão dos Montefeltro após 1443.

A família Montefeltro é uma família marquesã que governou a cidade de Urbino e o ducado de Urbino, um grande estado que incluia a parte norte da região da atual Marcas.

## História
O reinado da família começou em 1226 quando Bonconte I de Montefeltro e seu irmão Taddeo foram nomeados condes de Urbino pelo imperador Frederico II. Eles e seus descendentes foram os líderes dos gibelinos nas Marcas e Romanha.
Bonconte foi sucedido por Montefeltrano, e Guido I, que era capitão de Forlì durante as guerras contra os exércitos franceses e papal. Papa Bonifácio VIII o absolveu das censuras por suas ações nessas guerras, e empregou-o contra Palestrina e Colonna.
O sucessor de Guido, Frederico I, aumentou seus domínios tomando Fano, Osimo, Recanati, Gubbio, Espoleto e Assis da Santa Sé. Ele foi assassinado depois de elevadas cobranças de impostos e Urbino caiu sob o controle papal. Em 1323, porém, o filho de Frederico, Nolfo foi proclamado Senhor de Urbino. Em 1355, como um legado papal, o Cardeal Albornoz, viajou pela Itália restaurando a autoridade papal, Urbino, mais uma vez, ficou sob o controle da Santa Sé. Nolfo, filho de Frederico II, foi deixado sem qualquer autoridade, mas seu filho, António II, aproveitou-se da rebelião nas Marcas e Úmbria contra a Santa Sé (1375) para restaurar a sua autoridade em Urbino.
Guidantonio de Montefeltro foi nomeado regente do Ducado de Espoleto pelo Papa Martinho V (1419) e continuou a guerra contra Braccio da Montone com êxito. Seu filho, Oddantonio II, foi assassinado depois de apenas alguns meses no poder. Urbino foi, então, oferecido a Frederico III, filho ilegítimo de Guidantonio, um aluno da escola de Vittorino da Feltre e um amante da arte. Sob seu governo Urbino se tornou um centro cultural do Renascimento. Ele envolveu-se nas guerras contra Sigismondo Pandolfo Malatesta, Renato I de Nápoles e Florença. Papa Sisto IV conferiu-lhe o título de duque de Urbino (1474).
Guidobaldo I foi forçado a fugir de Urbino para escapar dos exércitos de César Bórgia. Sem descendência, ele adotou Francisco Maria I Della Rovere, filho de sua irmã, unindo assim a signoria de Senigália ao Ducado de Urbino. Ajudou Júlio II na reconquista da Romanha. O Papa Leão X privou-o de seu território, que foi dado a Lourenço de Médici mas, mais tarde, todo o património regressou à família Della Rovere.

## Linha dinástica

### Conde soberano de Carpegna e Pietrarubbia
- Século XI: Oddantonio I da Montefeltro

### Conde de Montefeltro
- ca.1150-1184: Antonio I da Montefeltro (1184)
- 1184-1202: Montefeltrano I da Montefeltro (1135 – San Leo, 1202)
- 1202-1242: Bonconte I da Montefeltro (1165 – 1242)

### Conde de Urbino
- 1234-1242: Bonconte I da Montefeltro (1165 - 1242)
- 1242-1255: Montefeltrano II da Montefeltro (morto em 1255)
- 1255-1285: Guido (1223 - morto em 1298) e Galasso da Montefeltro (morto em 1330), protagonista do XXVII canto do Inferno da Divina Comédia;
  - 1285-1304: control papal
- 1296-1322: Frederico I de Montefeltro (morto em 1322)
- 1322-1360: Guido II e Nolfo de Montefeltro (1290 - morto em 1364)
  - 1322-1324: control papal
- 1360-1363: Frederico II de Montefeltro (morto em 1370)
- 1363-1404: António II de Montefeltro (nascido em 1348 - morto em 1404)
  - 1369-1375: control papal
- 1404-1443: Guidantonio de Montefeltro (nascido em 1377 - morto em 1443)

### Duque de Urbino

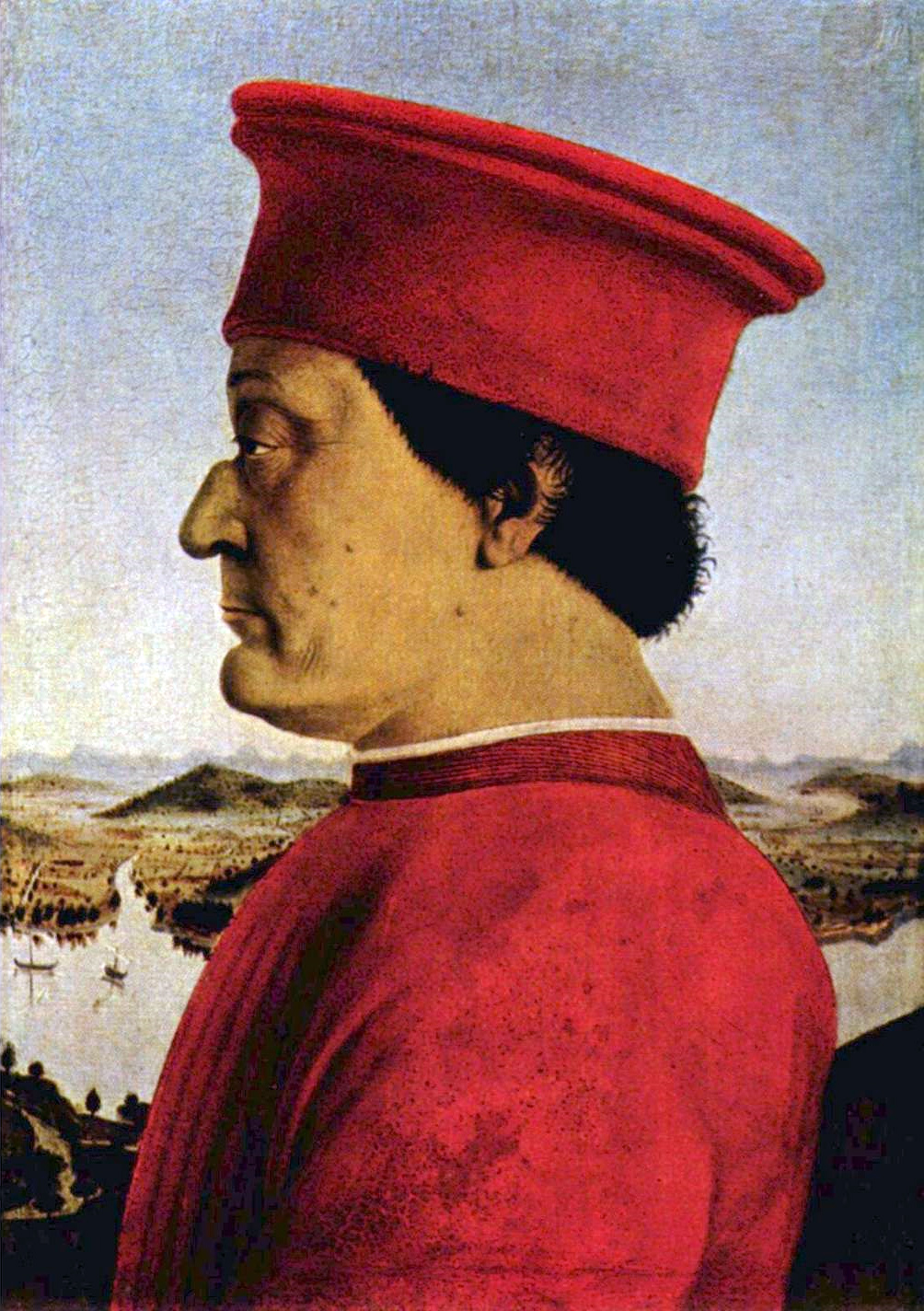
Frederico III de Montefeltro, retrato de Piero della Francesca

- 1443-1444: Oddantonio II de Montefeltro (nascido em 1425 - morto em 1456), primeiro duque de Urbino
- 1444-1482: Frederico III de Montefeltro (nascido em 1422 - morto em 1482), segundo duque de Urbino
- 1482-1508: Guidobaldo I de Montefeltro (nascido em 1472 - morto em 1508), terceiro duque de Urbino
  - 1502-1506: domínio de César Bórgia
- Segue o domínio da família Della Rovere
  - 1516-1518: Lourenço II de Médici, Duque de Urbino
- Regresso dos Della Rovere

## Outras personalidades
- Taddeo I da Montefeltro (morto em 1251) filho de Montefeltrano I da Montefeltro e irmão de Bonconte I da Montefeltro;
- Taddeo II da Montefeltro (morto em 1282) filho de Bonconte I da Montefeltro, comandante guelfo e conde de Pietrarubbia;
- Bonconte da Montefeltro (1250-1289) líder gibelinos, não deve ser confundido com Bonconte I da Montefeltro (nascido em 1165-morto em 1242);
- Corrado da Montefeltro (morto em 1288 ou 1293) filho de Taddeo II da Montefeltro;
- Taddeo Novello da Pietrarubbia (morto em 1299) filho de Taddeo II da Montefeltro e conde de Pietrarubbia depois de sua morte;
- António de Montefeltro (1445-1508), senhor de Cantiano: filho natural de Frederico III de Montefeltro.

## Esquema Genealógico
Apresentamos em seguida uma árvore genealógica simplificada com os principais membros da família, que inclui os Condes e Duques de Urbino.
|  |  |                                    |                                    |                                                                                          |                                                                                          |                                                                                          |                                                                                          |                                                                                          |                                                                                          | Nolfo ou Sighnolfo [1290-1364] Conde de Urbino   |                                                  |                                                  |                                                  |                                                  |                                                  |                                               |                                               |                                               |                                               |                                                      |                                                      |                                                      |                                                      |                                                      |                                                      |                             |                             |                                                |                                                |                                                |                                                |                                                |                                                |  |  |                                             |                                             |                                             |                                             |                                             |                                             |  |  |  |  |  |  |  |  |  |  |
|  |  |                                    |                                    |                                                                                          |                                                                                          |                                                                                          |                                                                                          |                                                                                          |                                                                                          |                                                  |                                                  |                                                  |                                                  |                                                  |                                                  |                                               |                                               |                                               |                                               |                                                      |                                                      |                                                      |                                                      |                                                      |                                                      |                             |                             |                                                |                                                |                                                |                                                |                                                |                                                |  |  |                                             |                                             |                                             |                                             |                                             |                                             |  |  |  |  |  |  |  |  |  |  |
|  |  |                                    |                                    |                                                                                          |                                                                                          |                                                                                          |                                                                                          |                                                                                          |                                                                                          | António II [...-1404] Conde de Urbino            |                                                  |                                                  |                                                  |                                                  |                                                  |                                               |                                               |                                               |                                               |                                                      |                                                      |                                                      |                                                      |                                                      |                                                      |                             |                             |                                                |                                                |                                                |                                                |                                                |                                                |  |  |                                             |                                             |                                             |                                             |                                             |                                             |  |  |  |  |  |  |  |  |  |  |
|  |  |                                    |                                    |                                                                                          |                                                                                          |                                                                                          |                                                                                          |                                                                                          |                                                                                          |                                                  |                                                  |                                                  |                                                  |                                                  |                                                  |                                               |                                               |                                               |                                               |                                                      |                                                      |                                                      |                                                      |                                                      |                                                      |                             |                             |                                                |                                                |                                                |                                                |                                                |                                                |  |  |                                             |                                             |                                             |                                             |                                             |                                             |  |  |  |  |  |  |  |  |  |  |
|  |  | Catarina (Caterina) Colonna + 1438 | Catarina (Caterina) Colonna + 1438 | Catarina (Caterina) Colonna + 1438                                                       | Catarina (Caterina) Colonna + 1438                                                       | Catarina (Caterina) Colonna + 1438                                                       | Catarina (Caterina) Colonna + 1438                                                       |                                                                                          |                                                                                          | Guidantonio I [1378-1443] último Conde de Urbino | Guidantonio I [1378-1443] último Conde de Urbino | Guidantonio I [1378-1443] último Conde de Urbino | Guidantonio I [1378-1443] último Conde de Urbino | Guidantonio I [1378-1443] último Conde de Urbino | Guidantonio I [1378-1443] último Conde de Urbino |                                               |                                               |                                               |                                               |                                                      |                                                      |                                                      |                                                      |                                                      |                                                      |                             |                             |                                                |                                                |                                                |                                                |                                                |                                                |  |  |                                             |                                             |                                             |                                             |                                             |                                             |  |  |  |  |  |  |  |  |  |  |
|  |  | Catarina (Caterina) Colonna + 1438 | Catarina (Caterina) Colonna + 1438 | Catarina (Caterina) Colonna + 1438                                                       | Catarina (Caterina) Colonna + 1438                                                       | Catarina (Caterina) Colonna + 1438                                                       | Catarina (Caterina) Colonna + 1438                                                       |                                                                                          |                                                                                          | Guidantonio I [1378-1443] último Conde de Urbino | Guidantonio I [1378-1443] último Conde de Urbino | Guidantonio I [1378-1443] último Conde de Urbino | Guidantonio I [1378-1443] último Conde de Urbino | Guidantonio I [1378-1443] último Conde de Urbino | Guidantonio I [1378-1443] último Conde de Urbino |                                               |                                               |                                               |                                               |                                                      |                                                      |                                                      |                                                      |                                                      |                                                      |                             |                             |                                                |                                                |                                                |                                                |                                                |                                                |  |  |                                             |                                             |                                             |                                             |                                             |                                             |  |  |  |  |  |  |  |  |  |  |
|  |  |                                    |                                    |                                                                                          |                                                                                          |                                                                                          |                                                                                          |                                                                                          |                                                                                          |                                                  |                                                  |                                                  |                                                  |                                                  |                                                  |                                               |                                               |                                               |                                               |                                                      |                                                      |                                                      |                                                      |                                                      |                                                      |                             |                             |                                                |                                                |                                                |                                                |                                                |                                                |  |  |                                             |                                             |                                             |                                             |                                             |                                             |  |  |  |  |  |  |  |  |  |  |
|  |  |                                    |                                    |                                                                                          |                                                                                          | Oddantonio II [1427-1444] 1º Duque de Urbino                                             | Oddantonio II [1427-1444] 1º Duque de Urbino                                             | Oddantonio II [1427-1444] 1º Duque de Urbino                                             | Oddantonio II [1427-1444] 1º Duque de Urbino                                             | Oddantonio II [1427-1444] 1º Duque de Urbino     | Oddantonio II [1427-1444] 1º Duque de Urbino     |                                                  |                                                  | Frederico III (Federico) [1422-1482] 2º Duque    | Frederico III (Federico) [1422-1482] 2º Duque    | Frederico III (Federico) [1422-1482] 2º Duque | Frederico III (Federico) [1422-1482] 2º Duque | Frederico III (Federico) [1422-1482] 2º Duque | Frederico III (Federico) [1422-1482] 2º Duque |                                                      |                                                      |                                                      |                                                      |                                                      |                                                      | Battista Sforza [1446-1472] | Battista Sforza [1446-1472] | Battista Sforza [1446-1472]                    | Battista Sforza [1446-1472]                    | Battista Sforza [1446-1472]                    | Battista Sforza [1446-1472]                    |                                                |                                                |  |  |                                             |                                             |                                             |                                             |                                             |                                             |  |  |  |  |  |  |  |  |  |  |
|  |  |                                    |                                    |                                                                                          |                                                                                          | Oddantonio II [1427-1444] 1º Duque de Urbino                                             | Oddantonio II [1427-1444] 1º Duque de Urbino                                             | Oddantonio II [1427-1444] 1º Duque de Urbino                                             | Oddantonio II [1427-1444] 1º Duque de Urbino                                             | Oddantonio II [1427-1444] 1º Duque de Urbino     | Oddantonio II [1427-1444] 1º Duque de Urbino     |                                                  |                                                  | Frederico III (Federico) [1422-1482] 2º Duque    | Frederico III (Federico) [1422-1482] 2º Duque    | Frederico III (Federico) [1422-1482] 2º Duque | Frederico III (Federico) [1422-1482] 2º Duque | Frederico III (Federico) [1422-1482] 2º Duque | Frederico III (Federico) [1422-1482] 2º Duque |                                                      |                                                      |                                                      |                                                      |                                                      |                                                      | Battista Sforza [1446-1472] | Battista Sforza [1446-1472] | Battista Sforza [1446-1472]                    | Battista Sforza [1446-1472]                    | Battista Sforza [1446-1472]                    | Battista Sforza [1446-1472]                    |                                                |                                                |  |  |                                             |                                             |                                             |                                             |                                             |                                             |  |  |  |  |  |  |  |  |  |  |
|  |  |                                    |                                    |                                                                                          |                                                                                          |                                                                                          |                                                                                          |                                                                                          |                                                                                          |                                                  |                                                  |                                                  |                                                  |                                                  |                                                  |                                               |                                               |                                               |                                               |                                                      |                                                      |                                                      |                                                      |                                                      |                                                      |                             |                             |                                                |                                                |                                                |                                                |                                                |                                                |  |  |                                             |                                             |                                             |                                             |                                             |                                             |  |  |  |  |  |  |  |  |  |  |
|  |  |                                    |                                    |                                                                                          |                                                                                          |                                                                                          |                                                                                          |                                                                                          |                                                                                          |                                                  |                                                  |                                                  |                                                  |                                                  |                                                  |                                               |                                               |                                               |                                               |                                                      |                                                      |                                                      |                                                      |                                                      |                                                      |                             |                             |                                                |                                                |                                                |                                                |                                                |                                                |  |  |                                             |                                             |                                             |                                             |                                             |                                             |  |  |  |  |  |  |  |  |  |  |
|  |  |                                    |                                    | João (Giovanni) Della Rovere [1457-1501] Prefeito de Roma Duque de Sora Sr. de Senigália | João (Giovanni) Della Rovere [1457-1501] Prefeito de Roma Duque de Sora Sr. de Senigália | João (Giovanni) Della Rovere [1457-1501] Prefeito de Roma Duque de Sora Sr. de Senigália | João (Giovanni) Della Rovere [1457-1501] Prefeito de Roma Duque de Sora Sr. de Senigália | João (Giovanni) Della Rovere [1457-1501] Prefeito de Roma Duque de Sora Sr. de Senigália | João (Giovanni) Della Rovere [1457-1501] Prefeito de Roma Duque de Sora Sr. de Senigália |                                                  |                                                  | Joana (Giovanna) de Montefeltro [1463-1514]      | Joana (Giovanna) de Montefeltro [1463-1514]      | Joana (Giovanna) de Montefeltro [1463-1514]      | Joana (Giovanna) de Montefeltro [1463-1514]      | Joana (Giovanna) de Montefeltro [1463-1514]   | Joana (Giovanna) de Montefeltro [1463-1514]   |                                               |                                               | Guidobaldo I [1472-1508] 3º Duque adoptou o sobrinho | Guidobaldo I [1472-1508] 3º Duque adoptou o sobrinho | Guidobaldo I [1472-1508] 3º Duque adoptou o sobrinho | Guidobaldo I [1472-1508] 3º Duque adoptou o sobrinho | Guidobaldo I [1472-1508] 3º Duque adoptou o sobrinho | Guidobaldo I [1472-1508] 3º Duque adoptou o sobrinho |                             |                             | Isabel (Elisabetta) de Montefeltro [1464-1510] | Isabel (Elisabetta) de Montefeltro [1464-1510] | Isabel (Elisabetta) de Montefeltro [1464-1510] | Isabel (Elisabetta) de Montefeltro [1464-1510] | Isabel (Elisabetta) de Montefeltro [1464-1510] | Isabel (Elisabetta) de Montefeltro [1464-1510] |  |  | Roberto Malatesta [1440-1482] Sr. de Rimini | Roberto Malatesta [1440-1482] Sr. de Rimini | Roberto Malatesta [1440-1482] Sr. de Rimini | Roberto Malatesta [1440-1482] Sr. de Rimini | Roberto Malatesta [1440-1482] Sr. de Rimini | Roberto Malatesta [1440-1482] Sr. de Rimini |  |  |  |  |  |  |  |  |  |  |
|  |  |                                    |                                    | João (Giovanni) Della Rovere [1457-1501] Prefeito de Roma Duque de Sora Sr. de Senigália | João (Giovanni) Della Rovere [1457-1501] Prefeito de Roma Duque de Sora Sr. de Senigália | João (Giovanni) Della Rovere [1457-1501] Prefeito de Roma Duque de Sora Sr. de Senigália | João (Giovanni) Della Rovere [1457-1501] Prefeito de Roma Duque de Sora Sr. de Senigália | João (Giovanni) Della Rovere [1457-1501] Prefeito de Roma Duque de Sora Sr. de Senigália | João (Giovanni) Della Rovere [1457-1501] Prefeito de Roma Duque de Sora Sr. de Senigália |                                                  |                                                  | Joana (Giovanna) de Montefeltro [1463-1514]      | Joana (Giovanna) de Montefeltro [1463-1514]      | Joana (Giovanna) de Montefeltro [1463-1514]      | Joana (Giovanna) de Montefeltro [1463-1514]      | Joana (Giovanna) de Montefeltro [1463-1514]   | Joana (Giovanna) de Montefeltro [1463-1514]   |                                               |                                               | Guidobaldo I [1472-1508] 3º Duque adoptou o sobrinho | Guidobaldo I [1472-1508] 3º Duque adoptou o sobrinho | Guidobaldo I [1472-1508] 3º Duque adoptou o sobrinho | Guidobaldo I [1472-1508] 3º Duque adoptou o sobrinho | Guidobaldo I [1472-1508] 3º Duque adoptou o sobrinho | Guidobaldo I [1472-1508] 3º Duque adoptou o sobrinho |                             |                             | Isabel (Elisabetta) de Montefeltro [1464-1510] | Isabel (Elisabetta) de Montefeltro [1464-1510] | Isabel (Elisabetta) de Montefeltro [1464-1510] | Isabel (Elisabetta) de Montefeltro [1464-1510] | Isabel (Elisabetta) de Montefeltro [1464-1510] | Isabel (Elisabetta) de Montefeltro [1464-1510] |  |  | Roberto Malatesta [1440-1482] Sr. de Rimini | Roberto Malatesta [1440-1482] Sr. de Rimini | Roberto Malatesta [1440-1482] Sr. de Rimini | Roberto Malatesta [1440-1482] Sr. de Rimini | Roberto Malatesta [1440-1482] Sr. de Rimini | Roberto Malatesta [1440-1482] Sr. de Rimini |  |  |  |  |  |  |  |  |  |  |
|  |  |                                    |                                    |                                                                                          |                                                                                          |                                                                                          |                                                                                          |                                                                                          |                                                                                          |                                                  |                                                  |                                                  |                                                  |                                                  |                                                  |                                               |                                               |                                               |                                               |                                                      |                                                      |                                                      |                                                      |                                                      |                                                      |                             |                             |                                                |                                                |                                                |                                                |                                                |                                                |  |  |                                             |                                             |                                             |                                             |                                             |                                             |  |  |  |  |  |  |  |  |  |  |
|  |  |                                    |                                    |                                                                                          |                                                                                          |                                                                                          |                                                                                          | Francisco Maria I Della Rovere [1490-1538] 4º Duque                                      |                                                                                          |                                                  |                                                  |                                                  |                                                  |                                                  |                                                  |                                               |                                               |                                               |                                               |                                                      |                                                      |                                                      |                                                      |                                                      |                                                      |                             |                             |                                                |                                                |                                                |                                                |                                                |                                                |  |  |                                             |                                             |                                             |                                             |                                             |                                             |  |  |  |  |  |  |  |  |  |  |
|  |  |                                    |                                    |                                                                                          |                                                                                          |                                                                                          |                                                                                          |                                                                                          |                                                                                          |                                                  |                                                  |                                                  |                                                  |                                                  |                                                  |                                               |                                               |                                               |                                               |                                                      |                                                      |                                                      |                                                      |                                                      |                                                      |                             |                             |                                                |                                                |                                                |                                                |                                                |                                                |  |  |                                             |                                             |                                             |                                             |                                             |                                             |  |  |  |  |  |  |  |  |  |  |
|  |  |                                    |                                    |                                                                                          |                                                                                          |                                                                                          |                                                                                          | família Della Rovere extinta em 1694                                                     |                                                                                          |                                                  |                                                  |                                                  |                                                  |                                                  |                                                  |                                               |                                               |                                               |                                               |                                                      |                                                      |                                                      |                                                      |                                                      |                                                      |                             |                             |                                                |                                                |                                                |                                                |                                                |                                                |  |  |                                             |                                             |                                             |                                             |                                             |                                             |  |  |  |  |  |  |  |  |  |  |